# Charles Beil
Charles A. Beil (1894 - 29 juillet 1976) est un sculpteur canadien célèbre pour ses sculptures de cowboys et d'indiens des plaines de l'ouest. Il est un protégé de l'artiste Charles Marion Russell.
En 1973, il est membre de l'Ordre du Canada. 